# 霍普夫代數
在數學中，霍普夫代數（英文: Hopf algebra）是一類雙代數，亦即具有相容的結合代數與餘代數結構的向量空間，配上一個對極映射，後者推廣了群上的逆元運算 {\displaystyle g\mapsto g^{-1}}。霍普夫代數以數學家海因茨·霍普夫命名，此類結構廣見於代數拓撲、群概形、群論、量子群等數學領域。

## 定義
所謂霍普夫代數，是指一個域 {\displaystyle K} 上的雙代數 {\displaystyle (H,\nabla ,\Delta ,\eta ,\epsilon )}，配上一個線性映射 {\displaystyle S:H\to H}（稱為對極映射），使得下述圖表交換：
利用 Sweedler 記號，此定義亦可表為
{\displaystyle \forall c\in C,\quad S(c_{(1)})c_{(2)}=c_{(1)}S(c_{(2)})=\epsilon (c)1}
對極映射可理解為 {\displaystyle \mathrm {id} :H\to H} 對卷積之逆，故其若存在必唯一。當 {\displaystyle S^{2}=\mathrm {id} }，則稱 {\displaystyle H} 為對合的；交換或餘交換霍普夫代數必對合。
根據定義，有限維霍普夫代數的對偶空間也帶有自然的霍普夫代數結構。

## 例子
群代數. 設 {\displaystyle G} 為群，可賦予群代數 {\displaystyle K[G]} 下述霍普夫代數結構：
- {\displaystyle \Delta :K[G]\to K[G]\otimes K[G],\quad \forall g\in G,\Delta (g)=g\otimes g}
- {\displaystyle \epsilon :K[G]\to K,\quad \forall g\in G,\epsilon (g)=1}
- {\displaystyle S:K[G]\to K[G],\quad \forall g\in G,S(g)=g^{-1}}

有限群上的函數. 設 {\displaystyle G} 為有限群，置 {\displaystyle K^{G}} 為所有 {\displaystyle G\to K} 的函數，並以逐點的加法與乘法使之成為結合代數。此時有自然的同構 {\displaystyle K^{G}\otimes K^{G}=K^{G\times G}}。定義：
- {\displaystyle \Delta :K^{G}\to K^{G\times G},\quad \Delta (f)(x,y)=f(xy)}
- {\displaystyle \epsilon :K^{G}\to G,\quad \epsilon (f)=f(e)}
- {\displaystyle S:K^{G}\to K^{G},\quad S(f)(x)=f(x^{-1})}

仿射代數概形的座標環：處理方式同上。
泛包絡代數. 假設 {\displaystyle {\mathfrak {g}}} 是域 {\displaystyle K} 上的李代數，置 {\displaystyle U:=U({\mathfrak {g}})} 為其泛包絡代數，定義：
- {\displaystyle \Delta :U\to U\otimes U,\quad \forall g\in {\mathfrak {g}},\Delta (x)=x\otimes 1+1\otimes x}
- {\displaystyle S:U\to U,\quad \forall x\in {\mathfrak {g}},S(x)=-x}

後兩條規則與交換子相容，因此可唯一地延拓至整個 {\displaystyle U} 上。

## 李群的上同調
李群的上同調代數構成一個霍普夫代數，其代數結構由上同調的上積給出，餘代數結構則來自群乘法 {\displaystyle G\times G\to G}，由此導出
{\displaystyle H^{\bullet }(G)\to H^{\bullet }(G\times G)=H^{\bullet }(G)\otimes H^{\bullet }(G)}
對極映射來自 {\displaystyle G\to G:g\mapsto g^{-1}}。這是霍普夫代數的歷史起源，事實上，霍普夫藉著研究這種結構，得以證明李群上同調的結構定理：
定理（霍普夫，1941年）.
設 {\displaystyle A} 為 {\displaystyle K} 上的有限維分次交換、餘交換之霍普夫代數，則 {\displaystyle A}（視為 {\displaystyle K}-代數）同構於由奇數次元素生成的自由外代數。

## 量子群與非交換幾何
上述所有例子若非交換便是餘交換的。另一方面，泛包絡代數的某些「變形」或「量子化」可給出非交換亦非餘交換的例子；這類霍普夫代數常被稱為量子群，儘管嚴格而言它們並不是群。這類代數在非交換幾何中相當重要：一個仿射代數群可以由其座標環構成的霍普夫代數刻劃，而這些霍普夫代數的變形則可設想為某類「量子化」了的代數群（實則非群）。

## 文獻
- Eiichi Abe, Hopf Algebras (1980), translated by Hisae Kinoshita and Hiroko Tanaka, Cambridge University Press. ISBN 0-521-22240-0
- Jurgen Fuchs, Affine Lie Algebras and Quantum Groups, (1992), Cambridge University Press. ISBN 0-521-48412-X
- Ross Moore, Sam Williams and Ross Talent: Quantum Groups: an entrée to modern algebra
- Pierre Cartier, A primer of Hopf algebras, IHES preprint, September 2006, 81 pages

## 註記
1. ↑   H. Hopf, Uber die Topologie der
 Gruppen-Mannigfaltigkeiten und ihrer 
Verallgemeinerungen, Ann. of Math. 42 (1941), 22-52. Reprinted in Selecta Heinz Hopf, pp. 119-151, Springer, Berlin (1964). MR4784